# Stora Bugärde
Stora Bugärde är en tätort i Björketorps socken i Härryda kommun. År 1990 räknades orten som småort med namnet Stora Bugärde och Bua Södra och den omfattar dessa delar även som tätort.
Orten är ett småhusområde som ligger mellan Härryda och Hällingsjö och passeras av länsväg 156. Bebyggelsen ligger runt två mindre sjöar, Buasjön och Hällsjön. Många av husen har från början varit fritidshus. Undra vad det finns ny vägar där. 

## Galleri

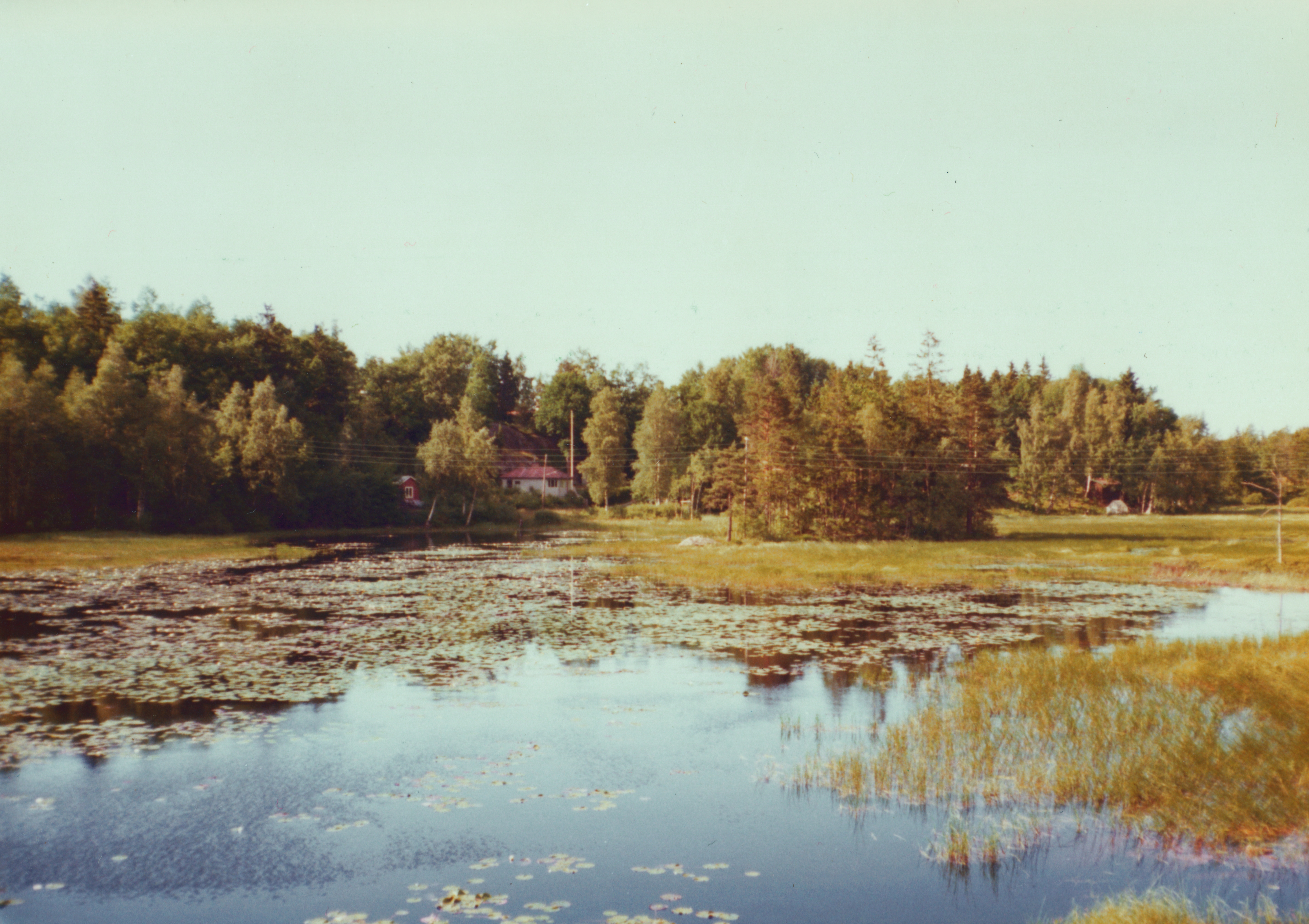
Stora Bugärde ligger vid Buasjön

## Befolkningsutveckling
| Befolkningsutvecklingen i Stora Bugärde 1990–2020 | Befolkningsutvecklingen i Stora Bugärde 1990–2020 | Befolkningsutvecklingen i Stora Bugärde 1990–2020 | Befolkningsutvecklingen i Stora Bugärde 1990–2020 | Befolkningsutvecklingen i Stora Bugärde 1990–2020 |
| ------------------------------------------------- | ------------------------------------------------- | ------------------------------------------------- | ------------------------------------------------- | ------------------------------------------------- |
|                                                   |                                                   |                                                   |                                                   |                                                   |
| År                                                |                                                   |                                                   | Folkmängd                                         | Areal (ha)                                        |
| 1990                                              | 1990                                              |                                                   | 178                                               | 66#                                               |
| 1995                                              | 1995                                              |                                                   | 261                                               | 102                                               |
| 2000                                              | 2000                                              |                                                   | 295                                               | 102                                               |
| 2005                                              | 2005                                              |                                                   | 343                                               | 102                                               |
| 2010                                              | 2010                                              |                                                   | 367                                               | 102                                               |
| 2015                                              | 2015                                              |                                                   | 415                                               | 117                                               |
| 2020                                              | 2020                                              |                                                   | 431                                               | 117                                               |
| Anm.: Ny tätort 1995 # Som småort.                |                                                   |                                                   |                                                   |                                                   |